# Kapitulace (mezinárodní právo)
Kapitulací se v dějinách mezinárodního práva myslí každá dohoda, kdy některý stát dovolí jinému státu vykonávat extrateritoriální právo nad jeho národnostmi uvnitř svých hranic. Tento pojem je odlišný od pojmu „kapitulace“ ve smyslu vzdání se. Kapitulace může být vynucená, nebo i dobrovolná.

## Příklad v historii
Příkladem může být Osmanská říše, kde i v době největšího rozkvětu toto právo, zděděné po Byzantské říši, přinášelo zahraničním importérům i exportérům jistá daňová zvýhodnění. První kapitulace Osmani udělili některým evropským státům prakticky hned po dobytí Malé Asie. Z dnešního pohledu je obtížně pochopitelné, proč pokračovali v provádění této praxe. Docházelo dokonce k paradoxním situacím, kdy Osmanská říše válčila s Benátkami, ale zároveň jim poskytovala obchodní výhody. V tehdejší době však byla Osmanská říše natolik rozlehlá, že mezinárodní obchod byl minimální – vnitřní trh impéria byl obrovský. Osmanská říše byla svět sám pro sebe, na lidi žijící mimo její hranice bylo pohlíženo jako na barbary a kontakty s nimi byly značně omezeny. Především však tehdejší ekonomická teorie byla zaměřena hlavně na import. Věřilo se, že importem společnost hromadí bohatství, což je protiklad k dnešnímu názoru. Po průmyslové revoluci v západních zemích se toto právo stalo jedním z významných důvodů ekonomického úpadku Osmanské říše.